# Przełączka pod Fajki
Przełączka pod Fajki (niem. Orgelpfeifenkerbe, słow. Sedielko pod Fajkami, węg. Orgonasíp-rés) – niewielkie siodełko (2101 m) w rejonie północnej grani Skrajnego Granatu pomiędzy północno-zachodnim wierzchołkiem Wierchu pod Fajki (2135 m) a Pańszczycką Turnią (2106 m). Znajduje się w bocznej grani odbiegającej od Wierchu pod Fajki na północny wschód, do Pańszczycy. W kierunku północno-wschodnim (niżej północnym) do Pańszczycy opada z niej duży i kruchy żleb łączący się ze żlebem z Żółtej Przełęczy. Również po stronie wschodniej opada spod przełączki żleb kończący się w piarżysku Zadnich Usypów.
Pierwsze odnotowane wejście turystyczne – Janusz Chmielowski, Jan Bachleda Tajber, 17 lipca 1895 r.
Przez przełęcz nie prowadzi żaden szlak turystyczny, znajduje się ona również poza obszarem udostępnionym do uprawiania taternictwa. Wspinaczka skalna dozwolona jest na niedalekiej grani Wierchu pod Fajki oraz jego ścianach, ale tylko od strony zachodniej (nad Doliną Gąsienicową). Drogi wspinaczkowe:
- Północnym żlebem; 0+ stopień trudności w skali tatrzańskiej, czas przejścia 20 min,
- Od wschodu, z obejściem górnej części żlebu po prawej stronie; VI-, 2 godz.,

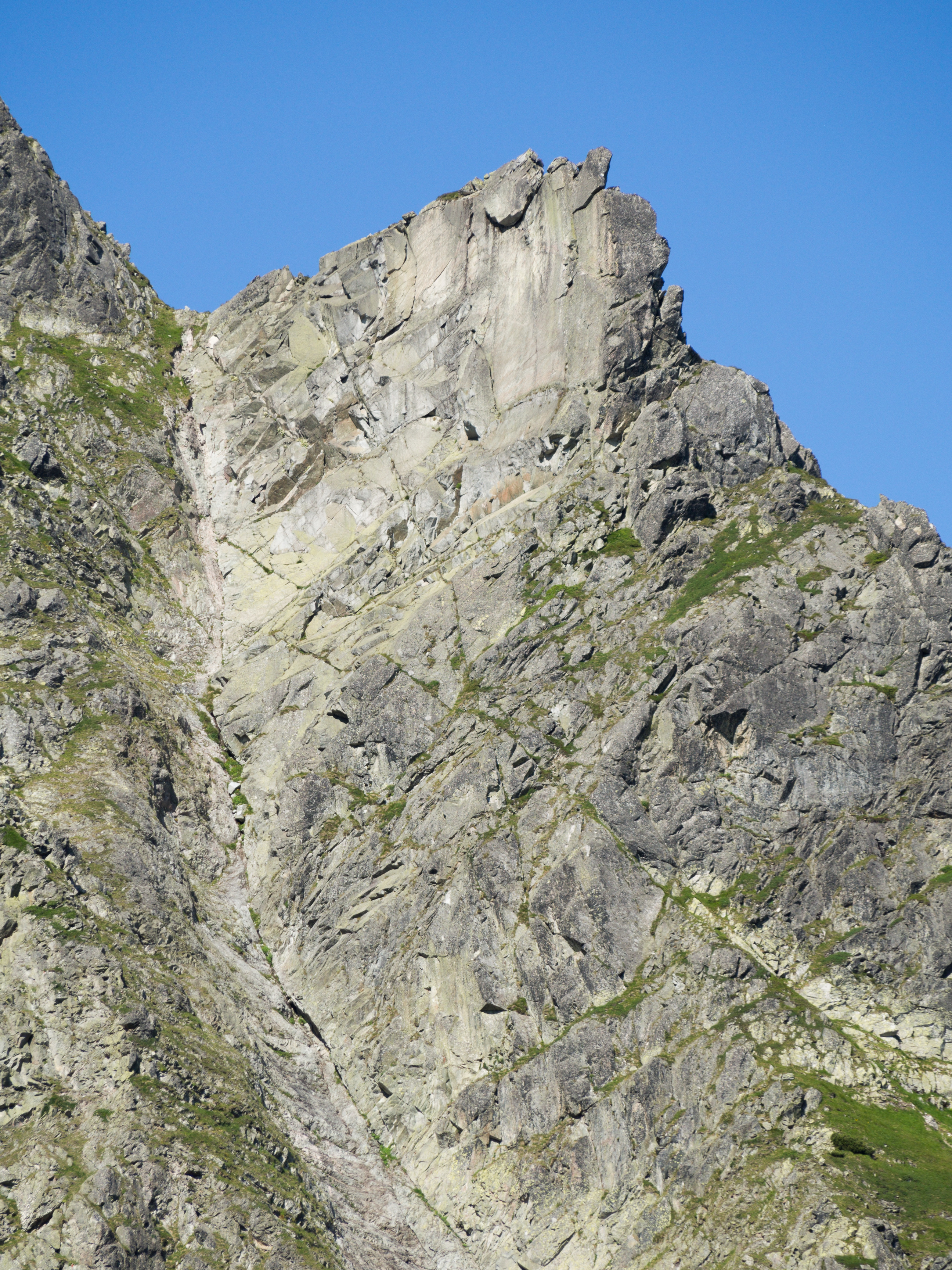
Przełączka pod Fajki i Pańszczycka Turnia – widok z Pańszczycy

- Od wschodu, z obejściem górnej części żlebu po lewej stronie (droga Grońskiego); III, 1 godz.[3]